# Lukas Aichinger
Lukas Aichinger (* 1992 in Bad Ischl) ist ein österreichischer Jazzmusiker (Schlagzeug, Komposition).

## Leben und Wirken
Aichinger entschied sich nach einer musikalischen Früherziehung an der örtlichen Musikschule 2002 für das Erlernen des Schlagzeugs. Bereits als Jugendlicher wollte er Profimusiker werden. Er studierte an der Anton Bruckner Privatuniversität in  Linz Schlagzeug bei Herbert Pirker und Jeff Boudreaux sowie Komposition bei Christoph Cech. 
Aichinger spielte von 2015 bis 2024 in der Rockband Intra. In der österreichischen Jazzszene wurde er durch seine Mitwirkung in Bands wie Free Idiots und Kurdophone (Isomer) bekannt. 2017 gründete er mit dem Bläser Leonhard Skorupa und dem Bassisten Gregor Aufmesser das kollaborative Trio Znap, mit dem die Alben Homo Digitalis (Listen Closely, 2018) und Boa Boa (Waschsalon Records, 2021) entstanden. Er leitet das Sextett AHL6, mit dem die Alben Thinker Try to Dance (Waschsalon Records, 2020) und If Life Were a Liquid (2022) entstanden. Mit der Saxophonistin und Elektronikerin Karin Waldburger und der Bassistin Judith Ferstl bildete er zudem das Trio Querquadrat. Mit Aufmessers Schneide ist er auf den Alben Orbs (2018) und Stereo Friction (2022) zu hören, des Weiteren mit Peter Herbert und Noël Akchoté auf dem Album Plays the Music of and with – Live in Linz (2018).

## Preise und Auszeichnungen
Aichinger erhielt 2019 das Ö1-Jazzstipendium. Das Musikmagazin Backbeat zeichnete ihn im April 2021 als „Drummer des Monats“ aus.